# Anatolij Fiedorienko
Anatolij Fiedorienko (ur. 30 marca 1963) – radziecki, kazachski i białoruski zapaśnik walczący w stylu klasycznym. Pięciokrotny uczestnik mistrzostw świata. Zdobył cztery medale, srebrny w 1997 i brązowe w 1985, 1986 i 1989. Cztery razy na podium mistrzostw Europy. Złoty medal w 1985, 1988, 1990, srebrny w 1997. Złoty medal na mistrzostwach Azji w 1996. Drugi w Pucharze Świata w 1988 roku.